# Concursul Muzical Eurovision 1998
Concursul Muzical Eurovision 1998 a fost a patruzeci și treia ediție a concursului muzical Eurovision.

## Rezultate[1]
| #  | Țară                | Artist                                    | Cântec                        | Traducere                               | Loc | Puncte |
| -- | ------------------- | ----------------------------------------- | ----------------------------- | --------------------------------------- | --- | ------ |
| 1  | Croația             | Danijela                                  | Neka mi ne svane              | Poate că zorii nu vin niciodată la mine | 5   | 131    |
| 2  | Grecia              | Thalassa                                  | Mia krifi evesthisia          | O sensivitate ascunsă                   | 20  | 12     |
| 3  | Franța              | Marie Line                                | Où aller                      | Unde să mergem                          | 24  | 3      |
| 4  | Spania              | Mikel Herzog                              | ¿Qué voy a hacer sin ti?      | Ce fac eu fără tine?                    | 16  | 21     |
| 5  | Elveția             | Gunvor                                    | Lass ihn                      | Lasă-l                                  | 25  | 0      |
| 6  | Slovacia            | Katarína Hasprová                         | Modlitba                      | O rugăciune                             | 21  | 8      |
| 7  | Polonia             | Sixteen                                   | To takie proste               | Este așa de ușor                        | 17  | 19     |
| 8  | Israel              | Dana International                        | Diva                          | Doamna                                  | 1   | 172    |
| 9  | Germania            | Guildo Horn & Die Orthopädischen Strümpfe | Guildo hat euch lieb!         | Guildo te iubește!                      | 7   | 86     |
| 10 | Malta               | Chiara                                    | The one that I love           | Cel pe care-l iubesc                    | 3   | 165    |
| 11 | Ungaria             | Charlie                                   | A holnap már nem lesz szomorú | Mâine nu va mai fi trist                | 23  | 4      |
| 12 | Slovenia            | Vili Resnik                               | Naj bogovi slišijo            | Să-l audă zeii                          | 18  | 17     |
| 13 | Irlanda             | Dawn Martin                               | Is always over now?           | Întotdeauna se termină acum?            | 9   | 64     |
| 14 | Portugalia          | Alma Lusa                                 | Se eu te pudesse abraçar      | Dacă aș putea să te îmbrățișez          | 12  | 36     |
| 15 | România             | Mălina Olinescu                           | Eu cred                       | -                                       | 22  | 6      |
| 16 | Regatul Unit        | Imaani                                    | Where are you?                | Unde ești?                              | 2   | 166    |
| 17 | Cipru               | Michalis Hatzigiannis                     | Yenesis                       | Geneză                                  | 11  | 37     |
| 18 | Țările de Jos       | Edsilia Rombley                           | Hemel en aarde                | Rai și pământ                           | 4   | 150    |
| 19 | Suedia              | Jill Johnson                              | Kärleken är                   | Dragoste eternă                         | 10  | 53     |
| 20 | Belgia              | Mélanie Cohl                              | Dis Oui                       | Spune da                                | 6   | 122    |
| 21 | Finlanda            | Edea                                      | Aava                          | Deschideți peisajul                     | 15  | 22     |
| 22 | Norvegia            | Lars A. Fredriksen                        | Alltid sommer                 | Întotdeauna vară                        | 8   | 79     |
| 23 | Estonia             | Koit Toome                                | Mere lapsed                   | Copii mici                              | 12  | 36     |
| 24 | Turcia              | Tüzmen                                    | Unutamazsın                   | Nu pot uita                             | 14  | 25     |
| 25 | Republica Macedonia | Vlado Janevski                            | Ne zori, zoro                 | Nu zări, în zori                        | 19  | 16     |